# Mykoła Hołowko
Mykoła Maksymowycz Hołowko, ukr. Микола Максимович Головко, ros. Николай Максимович Головко, Nikołaj Maksimowicz Gołowko (ur. 16 kwietnia 1937 w Makiejewce, zm. 26 sierpnia 2004 w Doniecku) – ukraiński piłkarz grający na pozycji obrońcy, trener piłkarski.

## Kariera piłkarska
Grę w piłkę nożną rozpoczynał w amatorskich zespołach kopalni w Makiejewce. W 1957 został piłkarzem drużyny rezerwowej Szachtara Donieck. W 1960 debiutował w podstawowej jedenastce. Karierę piłkarską zakończył w Łokomotywie Donieck. Rozegrał jeden mecz w drugiej reprezentacji ZSRR.

## Kariera trenerska
Po zakończeniu kariery piłkarskiej rozpoczął pracę trenerską. Trenował kluby Kołos Starobeszewo, Szachtar Makiejewka, Szachtar Donieck, Nowator Żdanow, Kołos Iłowajskie oraz w latach 80. XX wieku reprezentację Mali. Występował w klubie seniorów Szachtara Donieck. Od 2002 pełnił funkcje Przewodniczącego Rady Seniorów Szachtara Donieck. Trener SDJuSzOR-2 w Doniecku. W swoim życiu rozegrał 1440 oficjalnych spotkań w różnych rozgrywkach, za co został wpisany do Księgi Rekordów Guinnessa Ukrainy.

## Sukcesy i odznaczenia

### Sukcesy klubowe
- zdobywca Pucharu ZSRR: 1961, 1962
- finalista Pucharu ZSRR: 1963

### Sukcesy indywidualne
- wybrany do listy 33 najlepszych piłkarzy roku Ukraińskiej SRR: 1961 (nr 1), 1963 (nr 1), 1964 (nr 2)

### Odznaczenia
- tytuł Mistrza Sportu ZSRR: 1961
- tytuł Zasłużonego Trenera Ukrainy: 1996
- wniesiony do Księgi Rekordów Guinnessa Ukrainy: 2003